# Tarrocanus
Genre
Tarrocanus est un genre d'araignées aranéomorphes de la famille des Thomisidae.

## Distribution
Les espèces de ce genre sont endémiques du Sri Lanka.

## Liste des espèces
Selon World Spider Catalog (version 20.0, 06/06/2019) :
- Tarrocanus capra Simon, 1895
- Tarrocanus jaffnaensis Ileperuma Arachchi & Benjamin, 2019

## Publication originale
- Simon, 1895 : Histoire naturelle des araignées. Paris, vol. 1, p. 761-1084 (texte intégral).